# Wełniaczki
Wełniaczki (Kerivoulinae) – podrodzina ssaków z rodziny mroczkowatych (Vespertilionidae).

## Zasięg występowania
Podrodzina obejmuje gatunki występujące w Azji, Australii i Afryce.

## Systematyka

### Podział systematyczny
Do podrodziny należą następujące występujące współcześnie rodzaje:
- Phoniscus G.S. Miller, 1905 – trąbkouch
- Kerivoula J.E. Gray, 1842 – wełniaczek

Opisano również wymarły rodzaj z miocenu:
- Chamtwaria Butler, 1984 – jedynym przedstawicielem był Chamtwaria pickfordi Butler, 1984